# Ямагути, Горо
Горо Ямагути (яп. 山口五郎 ямагути горо:) — известный японский музыкант, исполнитель на сякухати.

## Ранние годы
Горо Ямагути был младшим сыном в семье японских музыкантов. Его отец — Сиро Ямагути — был талантливым исполнителем на сякухати, а мать хорошо играла на кото и сямисэне. Ожидалось, что семейную традицию продолжит старший сын, поэтому младший Горо не поощрялся к занятиям музыкой. Однако, однажды в возрасте 11 лет Горо попробовал поиграть на одной из флейт отца, после чего его мать попыталась убедить отца преподавать Горо основы игры. Отец, воспитанный в духе традиционализма, отказался. После этого отказа мать Горо заставила одного из учеников своего мужа научить играть на сякухати Горо втайне от отца. Несколько месяцев спустя отец, поняв способности сына, согласился обучать его.

## Начало обучения
Уроки проходили в духе старой самурайской традиции. По воспоминаниям Горо Ямагути, трудность представляли не столько детали игры, сколько манера преподавания — отец никогда не останавливался и не повторял одну и ту же композицию дважды. Его отец говорил: «Всегда используй свои уши», «мироощущение важнее, когда ты хочешь чему-то научится», «ловкость рук не имеет значения, не становись как карликовое дерево в горшке!»

## Признание и награды
После войны Горо Ямагути был уже одним из лучших исполнителей и учителей сякухати в Японии. Среди его наград есть следующие:
- Первая премия живой музыки (1971);
- Высшая награда министерства культуры (1972, 1978,1982);
- Живое национальное сокровище (1992);
- Премия национальной академии литературы и искусств (1994).

В 1967 году Горо Ямагути преподавал в университете Веслейан США и до самой смерти был профессором Департамента сякухати Токийского университета искусств. Он был постоянно востребован как аккомпаниатор традиционной японской музыки и передачи о нём постоянно выходили в эфир по радио и телевидению.
Ямагути был лишён амбиций, не стремился к публичности, однако влияние его и его музыки на мир было велико. Однажды он подвёл итог своей карьере словами стихотворения Санеацу Мусакодзи: «Люди могут смотреть на меня, или не смотреть. Я по-прежнему цвету».
Ещё при жизни Ямагути получил титул живого национального сокровища Японии.

## Ученики Горо Ямагути
- Кристофер Йомей Бласдел
- Элен Дриз
- Томи Хан
- Брюс Хьюбнер
- Гуннар Линдер
- Комэй Мидзуно
- Анне Норман
- Шен Рибейро
- Нед Ротенберг
- Ральф Самуелсон
- Карл Сигнелл
- Джон Сингер
- Комэй Такэмура
- Комэй Танака
- Ёсинобу Танигути
- Дзюмэй Токумару

## Интересные факты
Одна из композиций с первого альбома «Звон колокольчика в пустом небе» — пьеса «Цуру но сугомори» (Гнездование журавля) была записана на золотой диск в числе прочих композиций и отправлена НАСА на корабле Вояджер в космос.